# Vezin-le-Coquet
Vezin-le-Coquet (bret. Gwezin) – miejscowość i gmina we Francji, w regionie Bretania, w departamencie Ille-et-Vilaine.
Według danych na rok 1990 gminę zamieszkiwało 3268 osób, a gęstość zaludnienia wynosiła 416 osób/km² (wśród 1269 gmin Bretanii Vezin-le-Coquet plasuje się na 158. miejscu pod względem liczby ludności, natomiast pod względem powierzchni na miejscu 915.).